# Distoleon divisus
Distoleon divisus är en insektsart som först beskrevs av Navás 1913.  Distoleon divisus ingår i släktet Distoleon och familjen myrlejonsländor. Inga underarter finns listade i Catalogue of Life.